# Dorfkirche Schlunkendorf

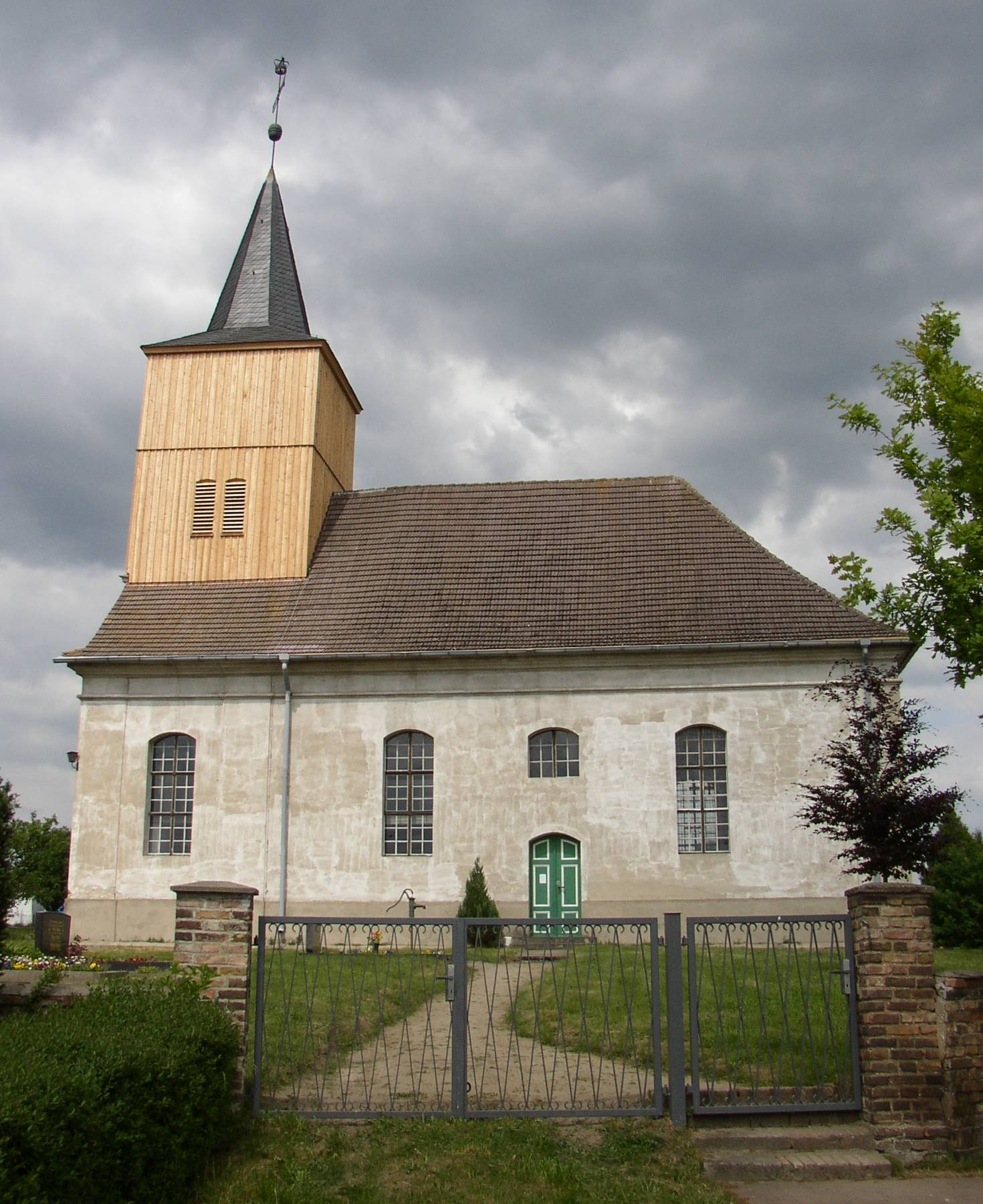
Dorfkirche in Schlunkendorf

Die evangelische Dorfkirche Schlunkendorf ist eine Saalkirche in Schlunkendorf, einem Ortsteil der Stadt Beelitz im Landkreis Potsdam-Mittelmark im Bundesland Brandenburg.
Das Bauwerk entstand in der ersten Hälfte des 18. Jahrhunderts. 1958 sanierte die Kirchengemeinde das Kirchenschiff, im Jahr 1978 den Westturm.
Der verputzte Saalbau weist einen streng rechteckigen Grundriss auf. Der Zugang erfolgt über ein schlichtes Portal an der Südseite der Kirche. Darüber befindet sich ein kleines, bienenkorbförmiges Fenster. Dessen Form wird an den beiden größeren Fenstern links und einem weiteren Fenster rechts des Portals aufgenommen. Die Nordseite verfügt über vier derartige Öffnungen, der Chor über nur eines. Der hölzerne Westturm ist an drei Seiten mit schlichten Klangarkaden versehen. Darüber befindet sich ein geknickter Turmhelm, der mit einer Kugel und einer Wetterfahne abschließt.
In Innern befinden sich eine Hufeisenempore sowie eine Kanzel aus der Bauzeit der Kirche.
Die Kirche steht auf dem auch heute noch als Dorffriedhof genutzten Kirchhof.